# Sepsis petulantis
Sepsis petulantis är en tvåvingeart som beskrevs av Adams 1905. Sepsis petulantis ingår i släktet Sepsis och familjen svängflugor. Inga underarter finns listade i Catalogue of Life.